# Siete Hermanas (universidades)

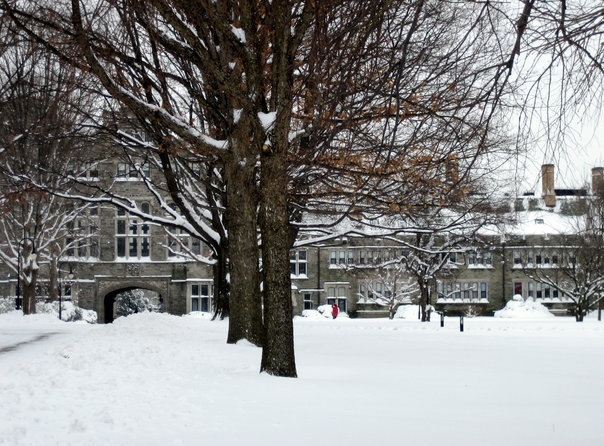
Bryn Mawr College

Las Siete Escuelas Hermanas (Seven Sisters o Seven Sister Colleges en inglés) son las primeras universidades de los Estados Unidos fundadas exclusivamente para mujeres.
Se trata de:
- Barnard College
- Bryn Mawr College
- Mount Holyoke College
- Radcliffe College
- Smith College
- Wellesley College
- Vassar College

Todas fueron fundadas entre 1837 y 1889. Cuatro se encuentran en Massachusetts, dos en Nueva York y una en Pensilvania. 
Actualmente solamente cinco de las siete existen todavía como universidades femeninas, ya que una, Radcliffe, se integró en Harvard, y otra, Vassar, ha pasado a ser mixta.
Las Siete Escuelas Hermanas son conocidas como el grupo de universidades femeninas más elitista de los Estados Unidos.
- Datos: Q1886223
- Multimedia: Seven Sister Colleges / Q1886223